# بش‌بلاغ (سیردریا)
بش‌بلاغ (به ازبکی: Beshbuloq) یک منطقهٔ مسکونی در ازبکستان است که در شهرستان گلستان (ازبکستان) واقع شده‌است. بش‌بلاغ ۲٬۸۹۸ نفر جمعیت دارد.